# Normandy (Misuri)
Normandy es una ciudad ubicada en el condado de San Luis en el estado estadounidense de Misuri. En el Censo de 2010 tenía una población de 5008 habitantes y una densidad poblacional de 1.046,32 personas por km².

## Geografía
Normandy se encuentra ubicada en las coordenadas 38°42′25″N 90°18′3″O / 38.70694, -90.30083. Según la Oficina del Censo de los Estados Unidos, Normandy tiene una superficie total de 4.79 km², de la cual 4.79 km² corresponden a tierra firme y (0%) 0 km² es agua.

## Demografía
Según el censo de 2010, había 5008 personas residiendo en Normandy. La densidad de población era de 1.046,32 hab./km². De los 5008 habitantes, Normandy estaba compuesto por el 21.35% blancos, el 69.75% eran afroamericanos, el 0.32% eran amerindios, el 5.61% eran asiáticos, el 0% eran isleños del Pacífico, el 0.9% eran de otras razas y el 2.08% pertenecían a dos o más razas. Del total de la población el 1.56% eran hispanos o latinos de cualquier raza.